# Estrecho del Magdalena
El estrecho del Magdalena es un paisaje natural situado a pocos kilómetros de distancia de la zona urbana del Municipio de San Agustín, Departamento del Huila, en Colombia. También se halla cerca del Parque Arqueológico de San Agustín.
Se presenta cuando el río Magdalena se ve obligado a reducirse para pasar entre las rocas que forman un canal de 2,20 metros de ancho.
Las aguas en esta parte del río son de un color verde claro en el estrecho y unos metros más abajo podemos ver la claridad de las aguas que permiten observar las arenas del fondo, es decir que hasta este lugar está muy poco contaminado.

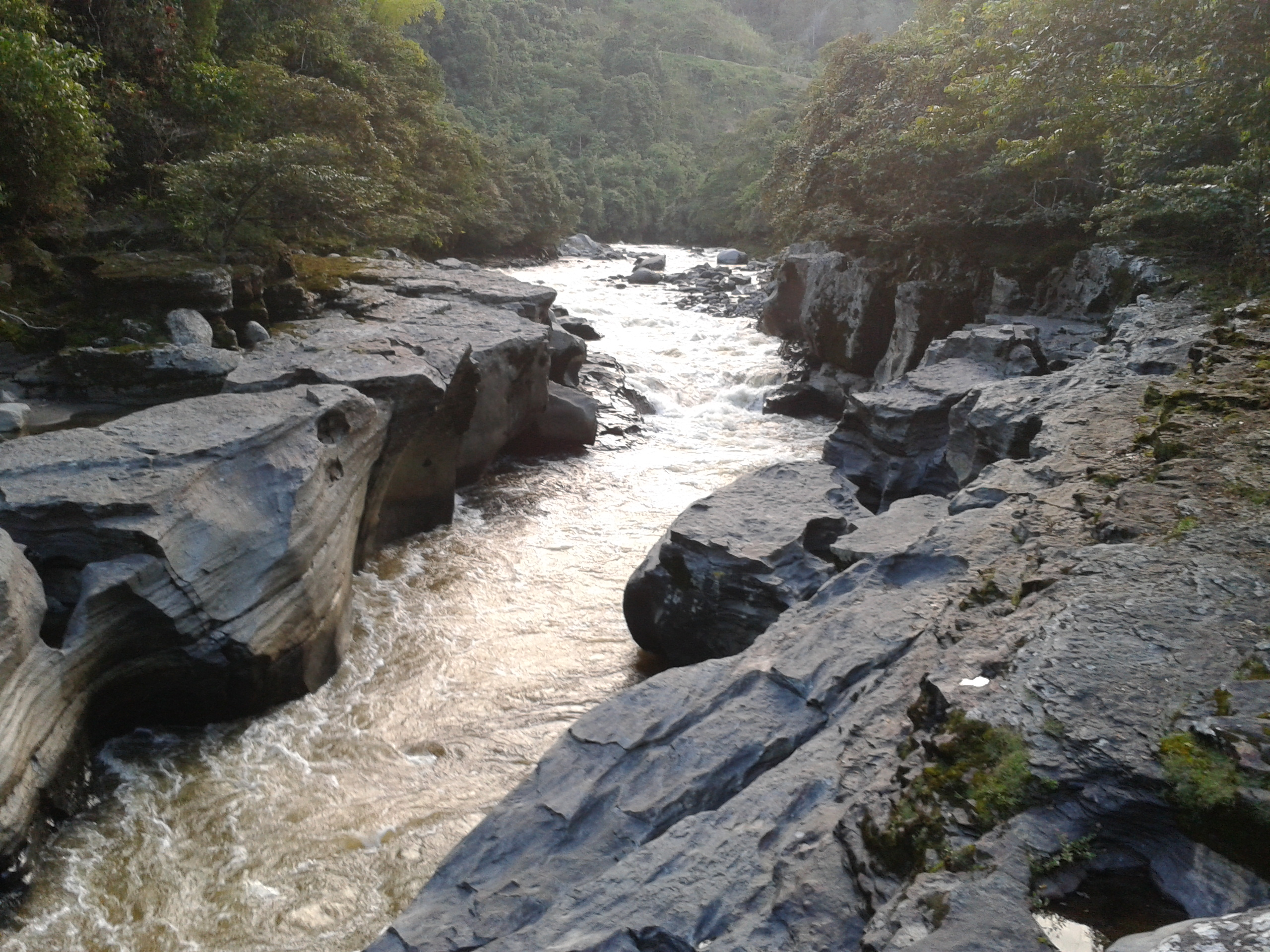
Vista del estrecho
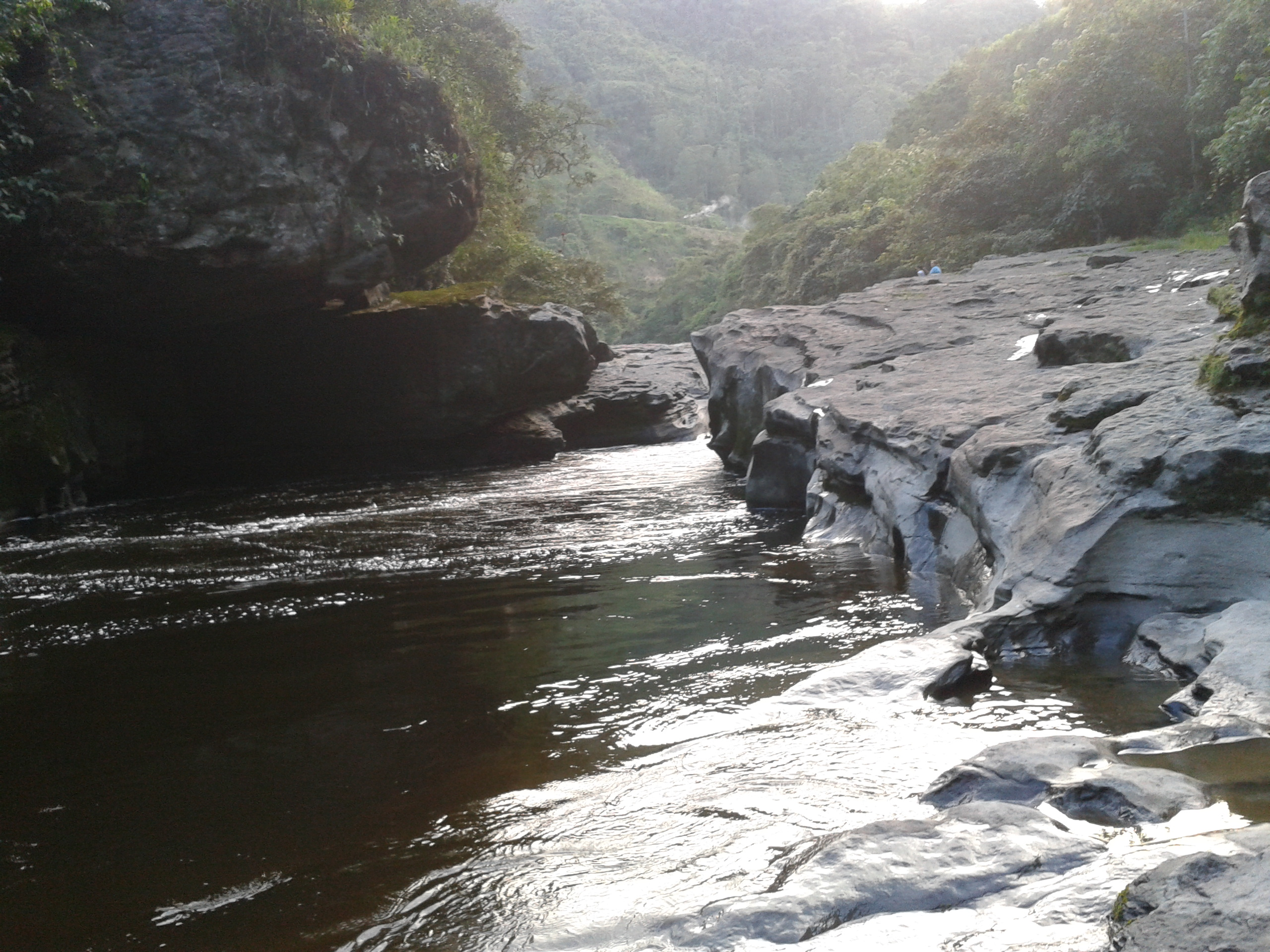
Estrecho del Magdalena
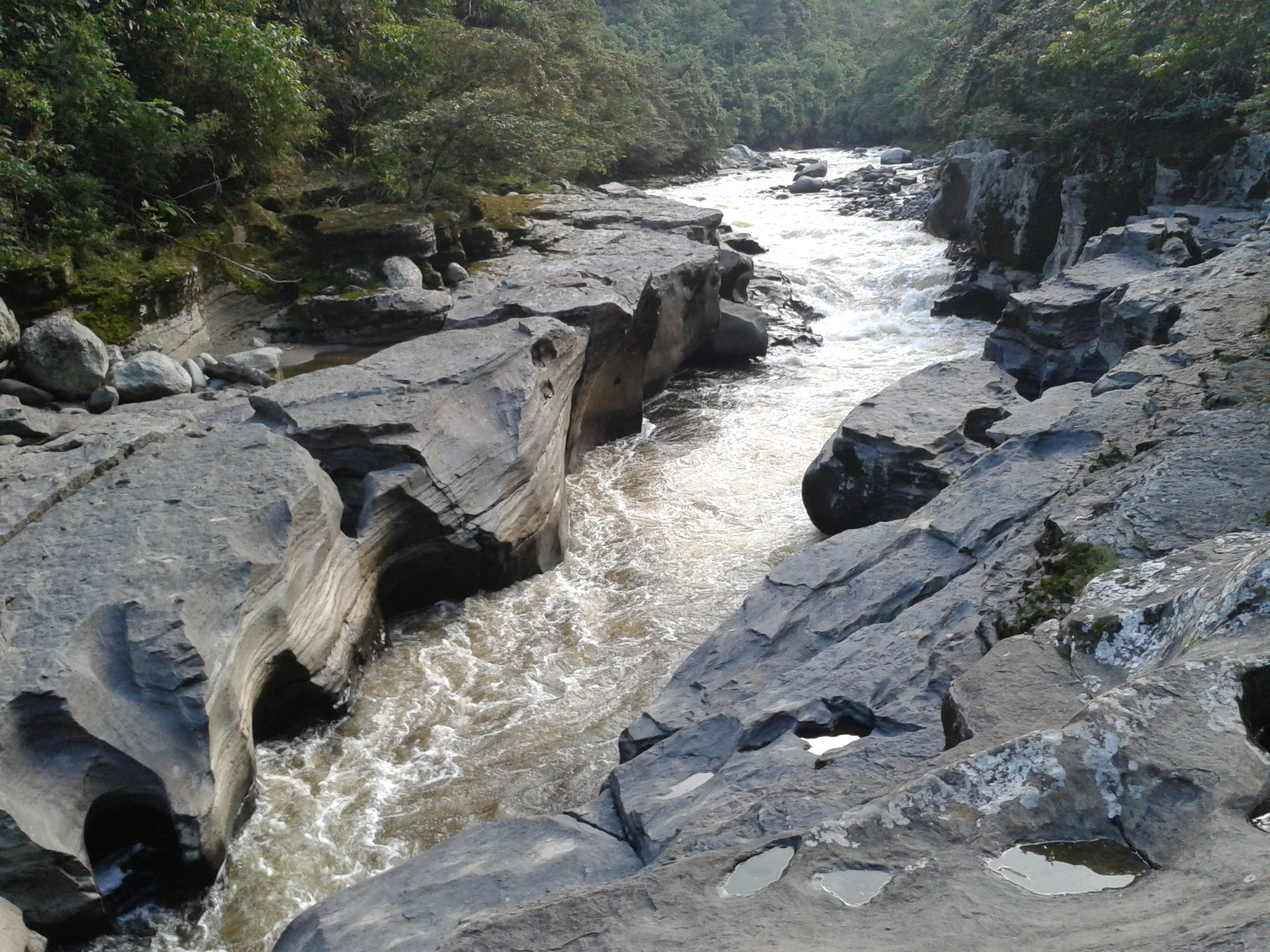
Vista del estrecho del Magdalena